# Fodbolddommeren
Fodbolddommeren er en dansk kortfilm fra 2018 instrueret af Jesper Quistgaard.

## Handling
Torben er en aldrende, ensom fodbolddommer, der lever et stille liv i provinsen, hvor hans eneste relation er den lokale fodboldklub og formanden Jens Jørn. Men på den anden side af gaden bor en lille pige, Nikoline, som aften efter aften bliver overladt til sig selv af sin fordrukne far, Jimmy. Jimmy spiller også i den lokale fodboldklub, men Torben kan ikke holde tingene adskilt. Han giver Jimmy det røde kort i en seriekamp, og klubben skiller sig af med ham. Torben beslutter derfor at involvere sig mere i Nikolines liv, og de to bliver venner. Men det er ikke uden konsekvenser.

## Medvirkende
- Kristian Halken
- Rudi Køhnke
- Claus Flygare
- Esther Vrist Petersen